# Megaloxantha
Megaloxantha es un género de escarabajos de la familia Buprestidae.

## Especies
- Megaloxantha bicolor (Fabricius, 1775)
- Megaloxantha concolor (Kurosawa, 1978)
- Megaloxantha daleni (van der Hoeven, 1838)
- Megaloxantha descarpentriesi (Kurosawa, 1978)
- Megaloxantha hemixantha (Snellen van Vollenhoven, 1864)
- Megaloxantha kiyoshii (Endo, 1995)
- Megaloxantha mouhotii (Saunders, 1869)
- Megaloxantha netscheri (Lansberge, 1879)
- Megaloxantha purpurascens (Ritsema, 1879)